# Ertharin Cousin
Ertharin Cousin (Chicago, 1957) es una política y diplomática estadounidense. Es directora del Programa Mundial de Alimentos de la Organización de las Naciones Unidas desde 2012.

## Biografía y educación
Nació en Chicago, Illinois, en 1957. En 1979 recibió su grado de licenciatura en la Universidad de Illinois en Chicago y en 1982 obtuvo un Doctorado de Leyes en la Universidad de Georgia. En 1993 se mudó a Washington D. C. y empezó a trabajar como diputada en el gabinete del Comité Nacional Demócrata. Un año después, comenzó a trabajar para el Departamento de Estado de los Estados Unidos siendo un enlace con la Casa Blanca, trabajo por el cual se le otorgó un reconocimiento.

## Trayectoria
Trabajó durante cuatro años en la Administración del Presidente de los Estados Unidos Bill Clinton, tiempo en el que fue nombrada por la Casa Blanca miembro de la Junta para la Alimentación y el Desarrollo Agrícola Internacionales.
Además, ocupó los cargos de vicepresidenta Ejecutiva y de directora de Operaciones de Feeding America (conocida por entonces con el nombre de America’s Second Harvest), la mayor organización nacional de lucha contra el hambre en los Estados Unidos. Durante este cargo, estuvo a cargo de las intervenciones para ayudar a los damnificados del Huracán Katrina, del terremoto de Haití de 2010, de las inundaciones en Pakistán, y a los afectados a la sequía que asoló la región del Cuerno de África en 2011.
De 2009 a 2012, durante el mandato del presidente Barack Obama trabajó como embajadora en la Organización de las Naciones Unidas para la Alimentación y la Agricultura en Roma, Italia. Antes de eso, trabajó en diversos sectores tantos públicos como privados.
En enero de 2012, el departamento de Estados Unidos, anunció el nombramiento de Ertharin como Directora Ejecutiva del Programa Mundial de Alimentos, sucediendo a Jossete Sheeran. Según referencias de Hillary Clinton, quien en aquel entonces estaba a cargo de la Secretaría de Estados Unidos, Ertharin Cousin ha sido un elemento base en el diseño e implementación de la seguridad alimenticia en este país. 

## Dirección del Programa Mundial de Alimentos
Entre los logros durante su gestión en el Programa Mundial de Alimentos destacan:
- Donativo para ayuda alimentaria del pueblo sirio. El 29 de febrero del 2016 se anunció la ayuda alimentaria a cerca de 6,3 millones de sirios necesitados gracias a la recepción de un donativo por la cantidad de 675 millones de dólares (620 millones de euros).[4]
- Programas para el VIH y la tuberculosis. En respuesta a la estrategia de ONUSIDA para 2011-2015, durante la administración de Ertharin Cousin se propusieron estrategias en relación con la alimentación y los sistemas de salud poniendo en marcha programas para el VIH y la tuberculosis en más de 30 países.[5]
- Base logística en Canarias. En 2014 se estableció una base logística en Las Palmas, Canarias, un lugar estratégico debido a su posición respecto a África occidental para ofrecer ayuda humanitaria.